# ميخائيل تشانس
ميخائيل تشانس (بالإنجليزية: Michael Chance)‏ هو مؤدي ومغني أوبرا بريطاني، ولد في 7 مارس 1955 في بنن في المملكة المتحدة.

## وصلات خارجية
- الموقع الرسمي
- ميخائيل تشانس على موقع IMDb (الإنجليزية)
- ميخائيل تشانس على موقع ميوزك برينز (الإنجليزية)
- ميخائيل تشانس على موقع أول ميوزيك (الإنجليزية)
- ميخائيل تشانس على موقع ديسكوغز (الإنجليزية)
- ميخائيل تشانس على موقع قاعدة بيانات الفيلم (الإنجليزية)